# Ren Xiaoping
Ren Xiaoping (ur. 1961) – chiński lekarz chirurg-ortopeda. Znany z udziału w pierwszej operacji przeszczepu dłoni. Jest postacią kontrowersyjną odkąd ogłosił zamiar razem z włoskim neurochirurgiem Sergio Canavero przeprowadzenia operacji przeszczepu ludzkiej głowy.

## Życiorys
Studia na Harbin Medical University w Harbinie w Chinach zakończył w 1984 uzyskaniem stopnia doktora medycyny (M.D.). W latach 1996–2000 prowadził badania związane z anatomią i chirurgią dłoni. W tym czasie, 25 stycznia 1999 brał udział w przeprowadzeniu pierwszego udanego przeszczepu dłoni (pacjentem był Mathew Scott).

### Przeszczep głowy
Razem z włoskim neurochirurgiem Sergio Canavero pracował nad pierwszym przeszczepem głowy. Ich pierwszym pacjentem został Rosjanin Walery Spirydonow cierpiący na rdzeniowy zanik mięśni. Planowana operacja miała się odbyć najpóźniej w 2017. Koszty operacji Canavero oszacował na około 13 mln euro. W całym procesie miało uczestniczyć od 100 do 150 chirurgów i pielęgniarek.